# Канарис, Константин (офицер СС)
Карл Константин Рихард Канарис (нем. Karl Constantin Richard Canaris; 8 ноября 1906, Дуйсбург, Германская империя — 29 декабря 1983, Фридрихсхафен, ФРГ) — немецкий юрист, штандартенфюрер СС, представитель командира полиции безопасности и СД в Бельгии.

## Биография
Константин Канарис родился 8 ноября 1906 года в Дуйсбурге. Он был племянником адмирала Вильгельма Канариса. После окончания школы изучал юриспруденцию в университете Кёльна и в 1932 году получил докторскую степень по праву. 1 апреля 1932 года вступил в НСДАП (билет № 1032858) и СС (№ 280262). В 1935 году поступил на службу в берлинское гестапо, а в 1936 году возглавил гестапо в Лигнице.
С ноября 1940 по 26 ноября 1941 года Канарис был представителем командира полиции безопасности и СД в Брюсселе. На этой должности он отвечал за инструктаж, проводимый в концентрационном лагере Форт Бреендонк. С ноября 1941 по февраль 1944 года был инспектором полиции безопасности и СД в Кёнигсберге и шефом гестапо в Кёнигсберге. Канарис был ответственным за рабочий лагерь Зольдау, в котором погибли тысячи заключённых. С 1 февраля по 15 сентября 1944 он снова находился на посту представителя командира полиции безопасности и СД в Бельгии. Канарис был причастен к депортации бельгийских евреев в концлагеря. Он совершил как минимум 4 отправки еврейских заключённых из транзитного лагеря Мехелен в лагерь смерти Освенцим. В сентябре 1944 года был вызван в Берлин, а оттуда был переведён в Хорватию.

### После войны
После окончания войны оказался в британском плену. Потом он был передан Бельгии, где предстал перед судом по обвинению в военных преступлениях. Он был приговорён к 20 годам тюремного заключения. 23 августа 1951 года приговор вступил в силу, но ни защита, ни прокуратура не подали апелляцию. Однако уже в 1952 году Канрис был досрочно освобождён. После выхода из заключения Канарис устроился на работу на заводе Хенкель в Дюссельдорфе. В 1960-х годах центрально-земельное управление юстиции по расследованию преступлений национал-социализма в Людвигсбурге начало расследование в отношении депортации евреев из Бельгии. Результаты предварительных расследований были переданы в прокуратуру Киля. В феврале 1975 года ему и его начальнику Эрнсту Элерсу, а также Карлу Филицу и Курту Аше было предъявлено обвинение. 26 ноября 1980 земельный суд Киля открыл судебный процесс. Канарис был признан непригодным для суда, Эрнст Элерс покончил с собой, а Курт Аше был приговорён к 7 годам тюремного заключения.